# Златна средина
Златна средина или аргумент из умерености (лат. argumentum ad temperantiam) јесте логичка грешка која настаје када се тврди да је истина компромис између две радикално супротне позиције. Особа која је користи тврди да супростављени ставови представљају крајности на континууму мишљења и да су такви екстреми погрешни, док је средина тачна и једино прихватљиво решење је компромис.
То не значи нужно да је аргумент за средње решење или за компромис увек погрешан, већ се првенствено примењује у случајевима када је такав став лоше информисан, неизводљив или немогућ, или када је погрешно изнет аргумент да је став тачан једноставно зато што је у средини. Грешка се користи да се одбране тврдње које не подржавају докази. С овом грешком се често можемо сусрести у политици.
Пример аргумента за умереност било би разматрање две тврдње о боји неба на Земљи током дана – једна тачно тврди да је небо плаво, а друга да је жуто – и погрешно закључује да је небо средње боје, зелене.

## Примери
- Милица изјављује да све вакцине изазивају аутизам, а њена пријатељица да вакцинација не изазива аутизам. Како се не би расправљале направиле су компромис: неке вакцине изазивају аутизам, а неке не.

Овде компромис не може постојати, јер Милица није у праву.
- Године 1820. постигнут је Мисуријски компромис. По њему робове није смео да држи ниједан држављанин који је живео на северу Сједињених Америчких Држава.

Компромис између бораца за људска права и робовласника није баш најбоље решење.